# Palmfalk
Palmfalk(Falco dickinsoni) är en fågel i familjen falkar inom ordningen falkfåglar.

## Utseende och läte
Palmfalken är en medelstor grå falk. Huvudet är ljust, liksom övergumpen och undersidan av vingen, den senare tydlig i flykten. Runt ögat syns en tydligt gul ring och gult även på näbbroten. Lätet är ett upprepat och vibrerande "krrrr". Arten är lik skifferfalkén, men känns lätt igen på ljusare huvud och undersida.

## Utbredning och systematik
Fågeln förekommer i från Angola och Namibia till centrala Kenya och norra Moçambique. Den behandlas som monotypisk, det vill säga att den inte delas in i några underarter.

## Levnadssätt
Palmfalken hittas i öppen savann, framför allt i områden med baobabträd eller palmer.

## Status
Arten har ett stort utbredningsområde och beståndet anses vara stabilt. Internationella naturvårdsunionen IUCN listar den därför som livskraftig (LC).

## Namn
Palmfalkens vetenskapliga artnamn hedrar engelske läkaren och missionären John Dickinson. Tidigare kallades den dickinsonfalk även på svenska, men tilldelades 2024 ett mer informativt namn av BirdLife Sveriges taxonomikommitté.